# Dzaïr
Pour l’article homonyme, voir Dzaïr Mafia.
 (juin 2019).
Dzaïr TV, est une chaîne de télévision généraliste privée algérienne basée à Alger lancée en 8 mai 2013, fermée le 3 juin 2020.

## Historique
L'homme d'affaires algérien Ali Haddad propriétaire du groupe de BTP ETRHB Haddad et des journaux Le Temps d'Algérie et Wakt El Djazair lance sur internet en août 2011 Dzaïr Web TV qui précédera durant près de deux ans le lancement officiel de Dzaïr TV officiellement le 8 mai 2013 par satellite.
Le 18 mai 2014 est lancée Dzaïr News, la petite sœur de Dzaïr TV consacrée à l'information nationale et internationale, à l'image d'Echourouk TV qui a lancé Echourouk News quelques semaines avant.
Le 14 juillet 2015, Dzaïr TV obtient les droits de retransmission télévisuelle des rencontres de la 2e division du championnat d'Algérie de football pour les saisons 2015-2016 et 2016-2017 pour un montant de 90 millions de DA. Elle devient donc la première chaîne privée algérienne à obtenir les droits de retransmission d'un championnat national en Algérie.
Le 25 juin 2019, à la suite des difficultés financières du groupe Haddad, dont le patron Ali Haddad a été arrêté dans le contexte des manifestations de 2019 en Algérie, Dzaïr News disparaît.

## Organisation

### Dirigeants
Président
Directeur général d'antenne
- Mohamed Hakem

Directeur des productions
Directeur d'information
Samir Agoun

## Identité visuelle

### Logo

Logo de Dzaïr TV (version arabe) depuis 2013.

### Slogan
- 2013-2019 : « Vivez la télé autrement ! ».
- 2019 : «  ».

## Présentateurs, passés ou présents

### Animateurs et journalistes
- Meriem Adjal
- Farida Aït Kassi
- Tounes Amlaz
- Abdallah Benadouda
- Mohamed Boukhmia
- Mohamed Bounoughaz
- Chahinez Daoud Eddine
- Khaled Drareni
- Amine Ikhlef
- Sabrina Rouabah
- Chaouki Amine Smati
- Hadjer Titem
- Amine Tirmane
- Karim Bouhlal
- Amine Beroual
- Khadidja Kheddaoui
- Houari Bessol
- Ryadh el Ghali Belkhedim

### Analystes sportifs
- Nasser Bouiche
- Tarek Ghoul

## Diffusion
- Dzaïr TV était diffusée sur le satellite Nilesat à la fréquence 10992 V 5000.